# Theatre Royal, Sydney
Theatre Royal är en teater i Sydney i Australien, grundad 1976. 
Den första teatern med namnet Theatre Royal uppfördes på samma plats 1827 och invigdes 1833. Det var den första teaterbyggnaden i Sydney och hela Australien. Den första Theatre Royal ersattes av Royal Victoria Theatre, Sydney (1838-1880) och brann ned 1840. 
Nästa Theatre Royal öppnade 1875, när Prince of Wales Theatre (1855-1872) byggdes om och öppnade under detta namn efter en brand. Denna teater fungerade fram till 1971, då den revs. 
Den nuvarande Theatre Royal öppnade 1976 i en ny byggnad. 